# Campus Escultòric de la Universitat Politècnica de València
El Campus Escultòric de la Universitat Politècnica de València (UPV) és un espai d'art, que està situat en tres campus de la UPV (Campus de Vera, Campus d'Alcoi i Campus de Gandia), en el qual es recull de forma permanent l'obra de més de mig centenar de prestigiosos artistes tant d'àmbit nacional com a internacional.
La idea de la creació d'aquest campus escultòric té el seu origen en els anys 80, quan el rector de la UPV era Justo Nieto. Amb el Campus Escultòric es tratava d'acostar l'escultura i a l'artista a la gent no relacionada directament amb l'art. El Campus Escultòric es convertia a més en un espai real en el qual els artistes podien compartir i mesurar-se, al mateix temps que es tractava també d'aconseguir un diàleg entre les obres i l'entorn en el qual se situaven.
D'entre els artistes que han col·laborat en la construcció d'aquest Campus Escultòric tenim: Esteve Edo, Alberto Sánchez, Jorge Oteiza, Eusebio Sempere, Martín Chirino, Manolo Valdés, Joan Cardells, Pablo Serrano, així com professors de la Facultat de Belles arts de la UPV.
La peça més antiga és la titulada Sunbilla, obra de Néstor Basterretxea, feta en acer i datada de 1965, mentre que una de les més recents és Mindstorms de Joan Llaveria, datada entre 2004-2012 i feta amb mecano d'acer.
Entre les obres que componen aquest Campus escultòric tenim:

## Campus de Vera
| Nº | Nom                                     | Autor                        | data      | Imatge |
| -- | --------------------------------------- | ---------------------------- | --------- | ------ |
| 1  | Sunbilla                                | Néstor Basterretxea          | 1965      |        |
| 2  | Estela                                  | Néstor Basterretxea          | 1975      |        |
| 3  | Pórtico                                 | Emilio Escobar Loret de Mola | 1994      |        |
| 4  | Muchacha en jarras                      | Manuel Silvestre de Edeta    | 2001      |        |
| 5  | Cósmico Demiurgo                        | Nassio Bayarri               | 1997      |        |
| 6  | Cósmico Geométrico                      | Nassio Bayarri               | 1989      |        |
| 7  | Homenaje al Vicerrector J. Manuel Benet | Nassio Bayarri               | 1989      |        |
| 8  | Hombre saliendo de una Caja Espacial    | Nassio Bayarri               | 1975      |        |
| 9  | Cimall                                  | Miquel Navarro               | 1992      |        |
| 10 | Tótem                                   | Uiso Alemany                 | 2002      |        |
| 11 | Lacre                                   | Julián Abril                 | 1991      |        |
| 12 | Torso                                   | Vicente Ortí                 | 2000      |        |
| 13 | Toro Rojo                               | Alberto Sánchez              | 1962      |        |
| 14 | Pascua                                  | Michael Warren               | 2000      |        |
| 15 | Obelisco                                | Lorenzo Frechilla            | 1990      |        |
| 16 | Otoño                                   | Gerardo Rueda                | 1992      |        |
| 17 | Velero                                  | Adolfo Schlosser             | 1995      |        |
| 18 | Murmullos del Bosque                    | Miguel Molina                | 2000      |        |
| 19 | Mindstorms                              | Joan Llaveria                | 2004-2012 |        |
| 20 | Gades, la dansa 2001                    | Antonio Miro                 | 2001      |        |
| 21 | S/T                                     | Edgar Negret                 | 1992      |        |
| 22 | Alegoría de mujer                       | Ciriaco                      | 2005      |        |
| 23 | Alcudia                                 | Miguel Berrocal              | 1996      |        |
| 24 | Tres verticales                         | Joan Bordes                  | 1992      |        |
| 25 | Móvil                                   | Eusebio Semper               | 1971      |        |
| 26 | Homenaje a la doctora Juana Portaceli   | José Esteve Edo              | 2007      |        |
| 27 | Edges I                                 | Diesco                       | 1990      |        |
| 28 | Integración                             | Marcel Martí                 | 1991      |        |
| 29 | Crónica del viento                      | Martín Chirino               | 1991      |        |
| 30 | Unidad Yunta                            | Pablo Serrano                | 1970      |        |
| 31 | Homenaje a Manolo Gil                   | Jorge Oteiza                 | 1989      |        |
| 32 | Paloma                                  | José esteve Edo              | 1989      |        |
| 33 | Vuelo                                   | José Luis Sánchez            | 1996      |        |
| 34 | Reina Mariana                           | Manolo Valdés                | 1997      |        |
| 35 | Argos V                                 | Amadeo Gabino                | 1989      |        |
| 36 | Homenaje a Wilfredo Lam                 | José Villa                   | 1993      |        |
| 37 | Homenaje a Celaya                       | Macario Castillejos          | 1990      |        |
| 38 | Toro                                    | Manolo Prieto                | 1956      |        |
| 39 | El Origen de la Vida                    | Javier Bertomeu              | 2001      |        |
| 40 | Toro                                    | Juan Ripollés                | 1998      |        |
| 41 | Éter                                    | Salvador Alberola            | 1993      |        |
| 42 | Figura                                  | Francesc Badia               | 1967      |        |
| 43 | Torero                                  | Francesc Badia               | 1972      |        |
| 44 | Mujer de pie                            | Francesc Badia               | 1968      |        |
| 45 | Técnica                                 | Alfredo Llorens              | 1993      |        |
| 46 | Lacre                                   | Julián Abril                 | 1991      |        |
| 47 | Horologium                              | Amorós                       | 2006      |        |
| 48 | Camuflaje I (Torre de defensa)          | Arcadi Blasco                | 1997/2001 |        |
| 49 | Yo en tu lugar, yo frente a ti…         | Amparo Carbonell             | 1999      |        |
| 50 | Torso H                                 | Joan Cardells                | 2003      |        |
| 51 | Mentoring                               | Stephen Saly                 | 2003      |        |
| 52 | Presencias Impercentibles               | Maribel Doménech             | 1999/2001 |        |
| 53 | Un círculo que no es un círculo         | Fernanda Fragateiro          | 2008      |        |
| 54 | Gotas de rocío                          | Yolanda Gutiérrez            | 2007      |        |
| 55 | Pareja                                  | Carmen Grau                  | 2001      |        |
| 56 | Macetero                                | Manuel H. Mompó              | 1984      |        |
| 57 | Gladiador                               | Tomás Lara                   | 1997      |        |
| 58 | Trípodes, oblícuos y conos              | Ángeles Marco                | 1999      |        |
| 59 | Cactus                                  | Javier Mariscal              | 2003/2004 |        |
| 60 | Pléyades                                | Emilio Martínez              | 2000      |        |
| 61 | Procesión                               | Toshiharu Miki               | 1984      |        |
| 62 | Cadascú al seu lloc                     | Evarist Navarro              | 1992      |        |
| 63 | Siglo XXI                               | José Noja                    | 2000      |        |
| 64 | Pirámide invertida                      | Damián Ortega                | 2010      |        |
| 65 | Resonatorium                            | José Antonio Orts            | 2007      |        |
| 66 | Toro                                    | Héctor Guillermo             | 2000      |        |
| 67 | Yunque                                  | Juan Romero                  | 2001      |        |
| 68 | Escultura permutacional                 | Francisco Sobrino            | 2000      |        |
| 69 | Mecánica plástica, sugerencia temporal  | Salvador Soria               | 2001      |        |
| 70 | Arquitectura del silencio               | Ramón de Soto                | 1997      |        |
| 71 | Museum                                  | Francisco Tropa              | 2009      |        |

## Campus d'Alcoi
- S/T, 2007. Joan Llavería

## Campus Gandia
- Planetes, màquina eòlica. Àlvar Marté
- Soterrani, 1987. Natividad Navalón
- Sphere – 90 elements, 2006. Rinus Roelofs
- Tors, 1990. Vicente Ortí

Aquest Campus Escultòric pot visitar-se al llarg del curs acadèmic, ja que el Fons d'Art de la UPV organitza visites guiades (d'una durada aproximada de dues i mitja a tres hores) dirigides, tant a alumnat de Secundària, com a públic en general. Les visites guiades han de sol·licitar-se mitjançant correu electrònic a l'Àrea de Gestió Cultural del Vicerectorat Alumnat i Cultura de la Universitat Politècnica de València.